# Parque nacional Pinnacles
El parque nacional Pinnacles (en inglés Pinnacles National Park) es un parque nacional de Estados Unidos. El parque protege una zona montañosa ubicada al este del valle de las Salinas en Central California, a unos 8 km de Soledad California y unos 140 km al sureste de la localidad de San José. El nombre del parque (en inglés,  pináculos), hace referencia a los pináculos erosionados, resabios de la porción occidental de un volcán extinto que se desplazó unos 350 km de su posición original sobre la falla de San Andrés, enraizado en un sector de las cadena costera del Pacífico en California.

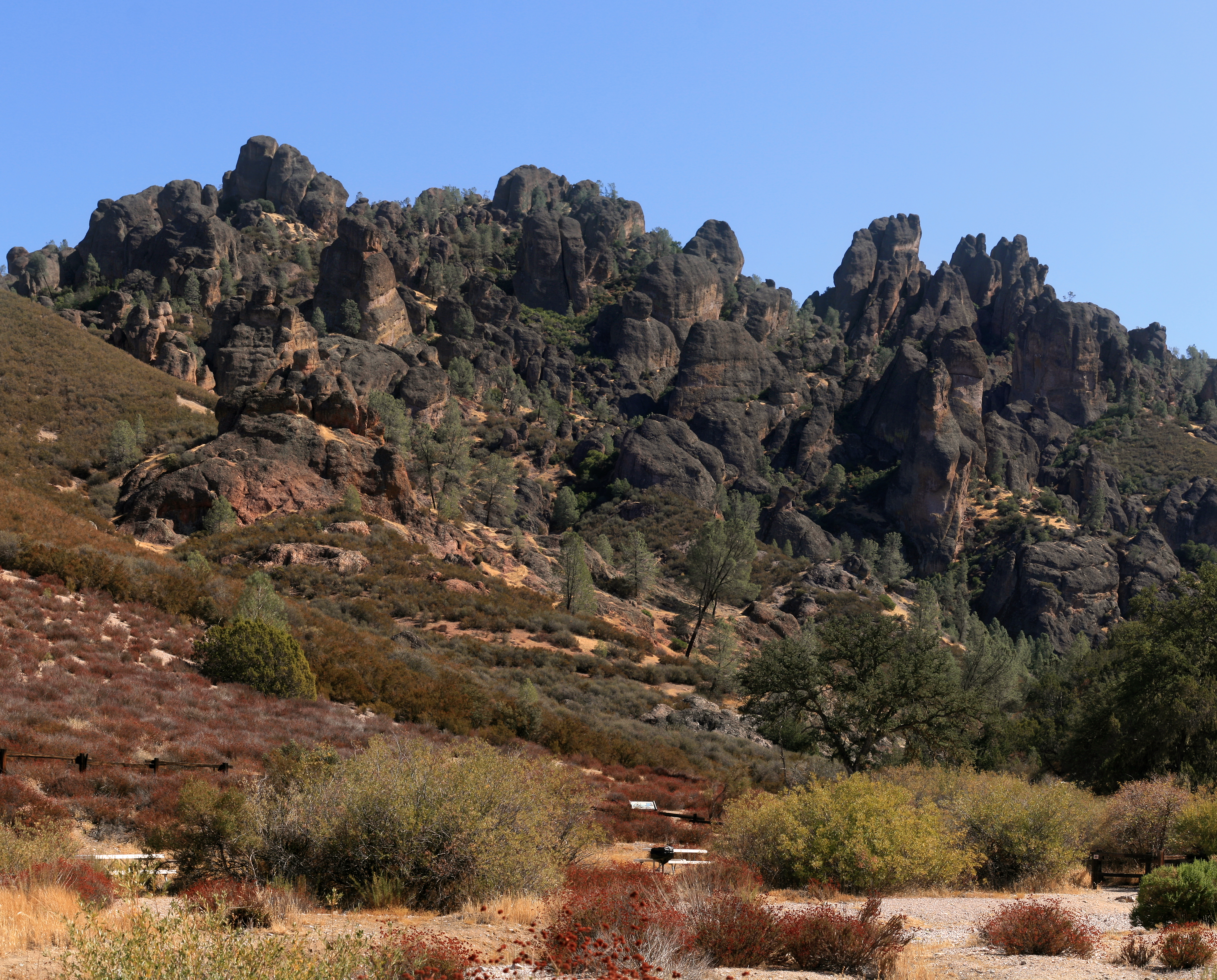
Formaciones rocosas en el parque nacional Pinnacles

El parque nacional se encuentra dividido en un sector este y otro oeste mediante formaciones rocosas, ambos sectores están interconectados por sendas peatonales; pero no existe un camino interno para vehículos entre ambos sectores del parque. La porción este posee sombra y agua, mientras que la oeste se caracteriza por sus elevadas paredes de roca. Las formaciones rocosas forman elevadas agujas que atraen a numerosos escaladores. El parque posee varias cavernas que sirven de hogar para más de trece especies de murciélagos. A causa del intenso calor veraniego, los visitantes prefieren visitar Pinnacles durante la primavera o el otoño. En el parque moran numerosos halcones mexicanos, y dentro del mismo se han realizado sueltas de cóndores de California que habían sido criados en cautividad.
El Pinnacles National Monument fue creado en 1908 por el presidente Theodore Roosevelt. El parque nacional Pinnacles fue creado a partir de los terrenos del Pinnacles National Monument mediante legislación aprobada por el Congreso en el 2012, siendo su ley promulgada por el presidente Barack Obama en enero del 2013.